# Fromage aux noix
 (juin 2019).
Si vous disposez d'ouvrages ou d'articles de référence ou si vous connaissez des sites web de qualité traitant du thème abordé ici, merci de compléter l'article en donnant les références utiles à sa vérifiabilité et en les liant à la section « Notes et références ».
Le fromage aux noix est un fromage français. Ce fromage fondu est fait à partir d'autres fromages et décoré de noix. C'est une spécialité  savoyarde consommée particulièrement en fin d'année.
C'est un fromage à pâte fondue produit à partir de lait de vache pasteurisé, d'un poids moyen de 200 grammes.
Il est commercialisé toute l'année et n'a pas besoin d'affinage.